# حرف بزن (ترانه)
حرف بزن (به انگلیسی: Talk) نام ترانه‌ای از گروه آلترنیتیو راک بریتانیایی کلدپلی است. این ترانه از روی موتیفی از ترانه سال ۱۹۸۱ گروه کرفتورک، عشق رایانه‌ای ساخته شده است. این ترانه توسط همه اعضای گروه کودپلی نوشته شده است و در سومین آلبوم استودیویی گروه به نام X&Y قرار دارد. در ایالات متحده، ترانه حرف بزن در جدول ۱۰۰ ترانه داغ بیلبورد در جایگاه ۸۶ ایستاد، در هلند و در جدول ۴۰ ترانه برتر هلند در جایگاه اول ایستاد که به اولین تک‌آهنگ گروه تبدیل شد که در جایگاه نخست قرار می‌گرفت. هرچند که دو تک‌آهنگ قبلی آلبوم X&Y از ترانه حرف بزن موفق‌تر بودند، ترانه حرف بزن همچنان از جمله موفق‌ترین ترانه‌های آلبوم محسوب می‌شود. این ترانه نقدهای مثبتی دریافت کرد و منتقدان صدا و اشعار این آهنگ را خاطره‌آمیز توصیف کردند. هم خود ترانه و ریمیکس آن دوک سفید لاغر نامزد دریافت جوایز گرمی سال ۲۰۰۷ بودند که نسخه ریمیکس در قسمت بهترین ریمیکس، غیر کلاسیک برنده شد.